# Kardanwelle

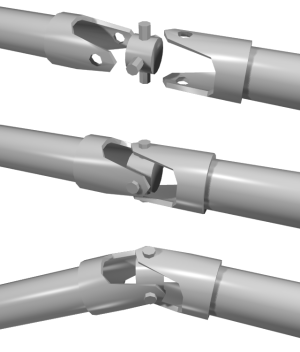
Kardangelenk

Kardangelenk in Rotation

Die Kardanwelle (benannt nach Gerolamo Cardano) ist eine klassische Ausführung einer Gelenkwellenkombination mit einem oder zwei Kreuzgelenken (auch Kardangelenke genannt). Sie ermöglicht die Drehmoment-Übertragung in einem geknickten Wellenstrang. Der Knickwinkel darf sich im Betrieb verändern. 

## Begriff
Die Bezeichnung Kardanwelle wird gelegentlich auch für Wellen mit homokinetischen Gelenken oder für Wellen mit Hardyscheibe statt zweitem Kreuzgelenk (z. B. Renault Espace mit Verbundfaserwelle) verwendet. Der Name Kardanwelle leitet sich von den verwendeten Kreuzgelenken (siehe Geschichte des Kreuzgelenks) ab.

## Eigenschaften
Mit einer Kardanwelle ist mit vergleichsweise geringem konstruktiven Aufwand eine Kraftübertragung in einem geknickten Wellenstrang möglich. Im Vergleich zu Wellen mit homokinetischen Gelenken ist der Anwendungsbereich jedoch begrenzt, vor allem bei hohen Drehzahlen und großem Beugewinkel. Die Ursache ist der sogenannte Kardanfehler der Kreuzgelenke, der eine Ungleichförmigkeit der Kraftübertragung zufolge hat. Um den Effekt des Kardanfehlers zu verringern, können beispielsweise Doppelgelenkwellen verwendet werden, die zwei Kreuzgelenke haben und weitere Maßnahmen ergriffen werden. 

## Ausführungen und Anwendungen

### Kardanwellen in Pkw und Lkw

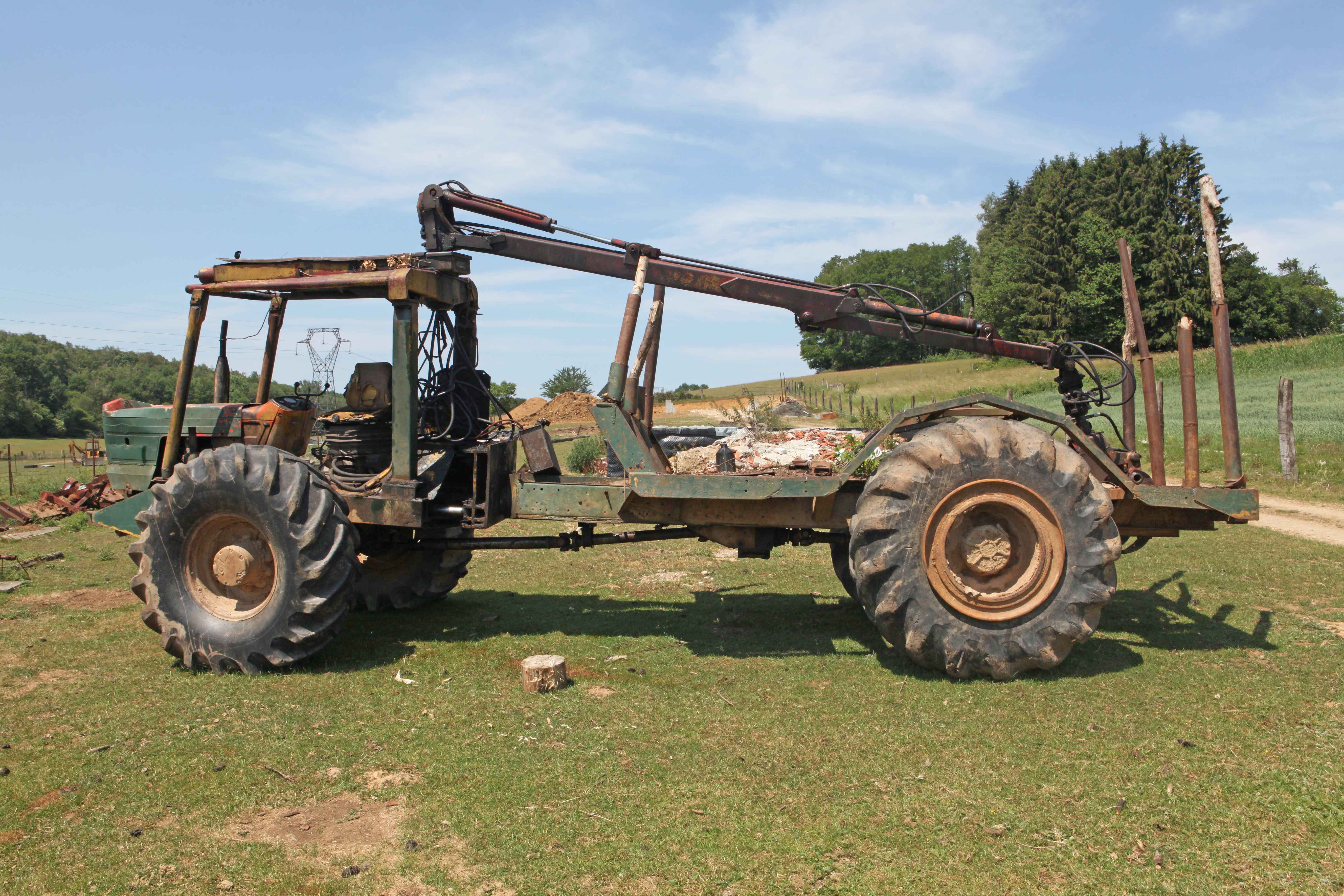
Forwarder mit Allradantrieb

Aufgabe einer Kardanwelle ist die Drehmomentübertragung. In Kraftfahrzeugen mit Frontmotor und angetriebener starrer Hinterachse muss die Verbindung zwischen Getriebeausgang und dem Differential der angetriebenen Achse beweglich ausgeführt sein.
Bei der Transaxle-Bauweise mit Frontmotor und Getriebe an der Hinterachse verbindet eine Antriebswelle, die in der Regel ohne Gelenke ausgeführt ist, den Motor mit dem Getriebe (beispielsweise Porsche 924). Das erste Automobil mit Kardanantrieb war vermutlich das 1898 erste von Louis Renault konstruierte und gefertigte Auto.
Zur Kraftübertragung bei Kraftfahrzeugen mit Frontantrieb und gelenkter Vorderachse sind Kardanwellen grundsätzlich ungeeignet, hier sind Wellen mit homokinetischen Gelenken erforderlich.
Mit der Ausgangswelle des Getriebes ist die Kardanwelle gelegentlich über eine Hardyscheibe verbunden, einer Gummischeibe, die zusätzlich zum Winkelausgleich Stöße in der Drehmomentübertragung abfedern kann. Bei langen Fahrzeugen wird die vordere Teilwelle kurz vor dem Kardangelenk mit einem Radiallager abgefangen, während bei kürzeren Fahrzeugen eines der Knickgelenke entfallen kann.

### Gelenkwelle mit Schiebegelenk
Einige Kardanwellen haben zusätzlich ein Schiebegelenk, das einen Längsausgleich ermöglicht. Typische Anwendungsfälle sind der Antrieb einer quer verfahrbaren Spindel einer Werkzeugmaschine sowie die Zapfwellen-Systeme zwischen Traktoren und gezogenen landwirtschaftlichen oder anderen Arbeitsmaschinen. Das zweite Kardangelenk und das zusätzliche Schubgelenk sind hier nötig, um die Drehmoment-Übertragung davon unabhängig zu machen, welche Bewegungen die gezogene Maschine relativ zur Zugmaschine ausführt.

### Kardanantriebe bei Bahn-Triebfahrzeugen
In vergleichbarer Weise wie bei Kraftfahrzeugen mit Hinterachsantrieb erfolgt auch die Kraftübertragung insbesondere bei Diesellokomotiven und -triebwagen mit dieselmechanischer und dieselhydraulischer Kraftübertragung. Kardan- oder Gelenkwellen verbinden bei derartigen Fahrzeugen das im Rahmen gelagerte Getriebe, das damit zur gefederten Masse gehört, und ein achsreitendes Achsgetriebe auf der in der Regel nächstliegenden Treibachse. Bei allachsgetriebenen Fahrzeugen weisen diese Achsgetriebe einen Durchtrieb auf, über den eine weitere Gelenkwelle die Antriebsleistung auf den folgenden Radsatz überträgt. Mit Gelenkwellen werden auch bei Drehgestelltriebfahrzeugen die Relativbewegungen zwischen Fahrzeug- und Drehgestellrahmen beim Durchfahren von Bögen sowie Kuppen- und Wannenausrundungen ausgeglichen.
Auch bei Straßenbahntriebwagen wurden Kardanantriebe verwendet. Die Fahrmotoren wurden in diesem Fall gefedert in Fahrzeuglängsrichtung im Bodenrahmen oder Laufgestell gelagert. Auf den Radsatzwellen liegt auch in diesem Fall ein achsreitendes Winkelgetriebe auf. Die ungefederten Massen sind damit deutlich geringer als bei einem Fahrmotor, der sich in Tatzlageranordnung zur Hälfte auf der Achswelle abstützt.
Bei Pendolino-Triebwagen mit aktiver Neigetechnik werden die Fahrmotoren ebenfalls aus Platz- und Massegründen unter dem Bodenrahmen aufgehängt und mit dem Achsgetriebe des benachbarten Radsatzes ebenfalls durch eine Kardanwelle verbunden.
Eine Sonderform sind Kardanwellen in Form von Hohlwellen insbesondere bei leistungsfähigen und schnellfahrenden Lokomotiven und Triebwagen mit elektrischem oder dieselelektrischem Antrieb. Die Fahrmotoren können damit vollständig gefedert im Fahrzeug- oder Drehgestellrahmen aufgehängt werden. Das Großrad des Antriebes ist dann ebenfalls gefedert gelagert. Die Hohlwelle umgreift die Radsatzwelle, die Kardangelenke befinden sich einerseits am Großrad und andererseits an der gegenüberliegenden Radscheibe. Die Kardangelenke gleichen auch in diesem Fall die Relativbewegungen zwischen Fahrmotor und Radsatz aus.

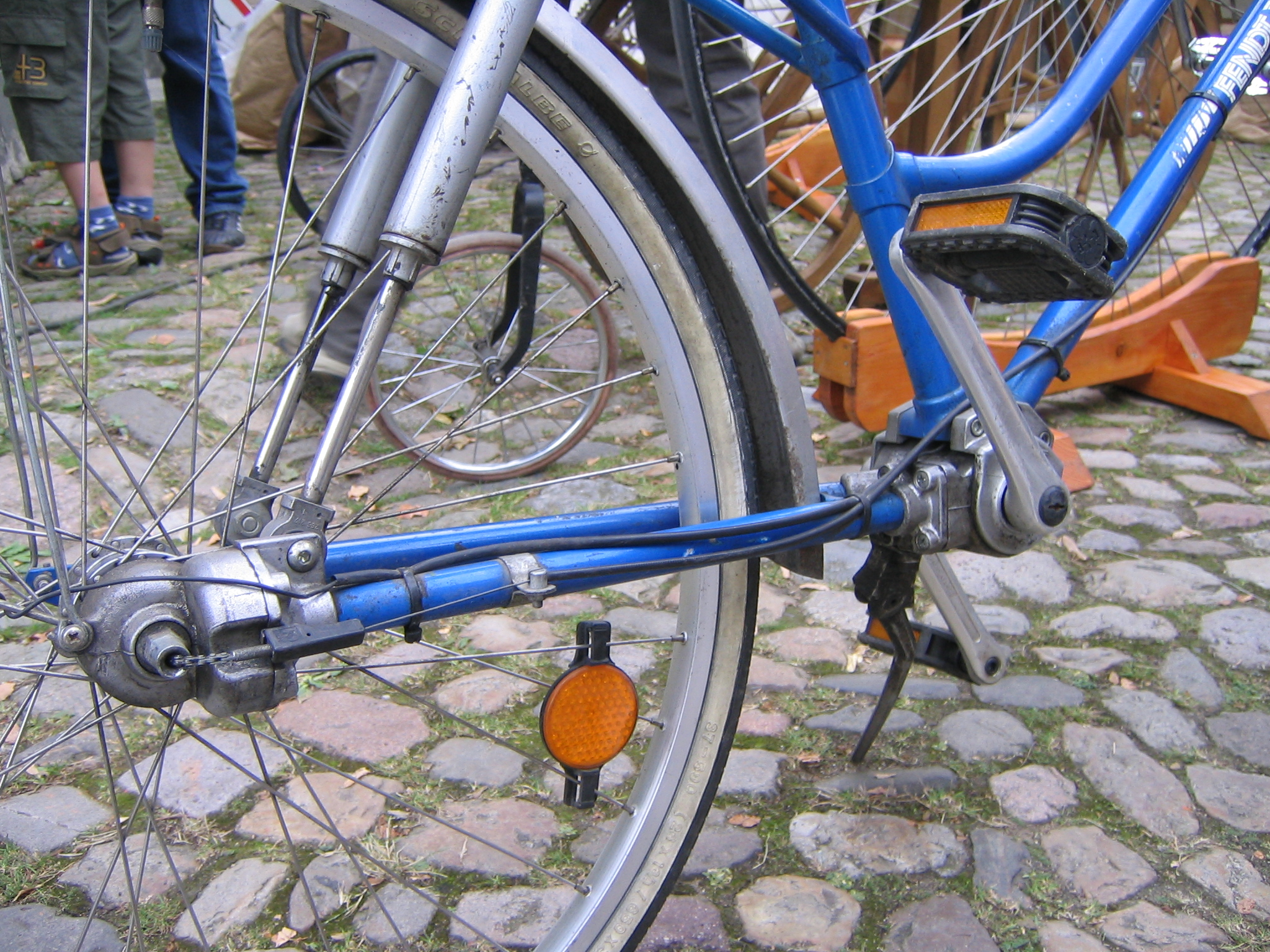
Königswelle zur Drehmomentübertragung an einem Fahrrad. Da Hinterbaustreben und Tretlager eine Einheit bilden, sind keine Kardangelenke nötig.

### Die Kardanwelle an Motor- und Fahrrädern
Die Kardanwelle an Motorrädern wird für die Drehmoment-Übertragung auf das Hinterrad verwendet. Häufig haben solche Wellen nur ein einzelnes Kreuz- oder Gummigelenk, um die Hubbewegung des Hinterrades beim Einfedern auszugleichen.
Beim Kardanantrieb von Fahrrädern handelt es sich zumeist um eine gelenklose Königswelle, siehe Kardanwellentrieb zum Hinterrad.
Frühe Versuche zur Realisierung des Kardanantriebs führten u. a. die Wanderer-Fahrradwerke durch.